# Toyota Gaia
La Toyota Gaia è una autovettura di prodotta dalla casa automobilistica giapponese Toyota dal 1998
al 2004.

## Descrizione
Il nome Gaia si rifà alla omonima dea greca  che personifica la Terra.
La vettura è un monovolume di medie dimensioni presentata nel 1998 e realizzata esclusivamente per il mercato giapponese, sulla base tecnica e la piattaforma condivisa con la Toyota Ipsum e la Toyota Caldina. È stata prodotta da maggio 1998 a settembre 2004. La Gaia veniva venduta solo presso in appositi concessionari giapponesi chiamati Toyopet Store.
Nell'aprile 2001 è stata sottoposta ad un restyling, che ha interessato anche la meccanica con il motore 3S-FE da 2,0 litri che è stato rimpiazzato con il 1AZ-FSE, dotato del sistema di iniezione diretta D-4 di Toyota.
È stata sostituita nel 2004 dalla Toyota Isis.